# Limnephilus quadratus
Limnephilus quadratus là một loài Trichoptera trong họ Limnephilidae. Chúng phân bố ở miền Cổ bắc.